# Ortoqiden

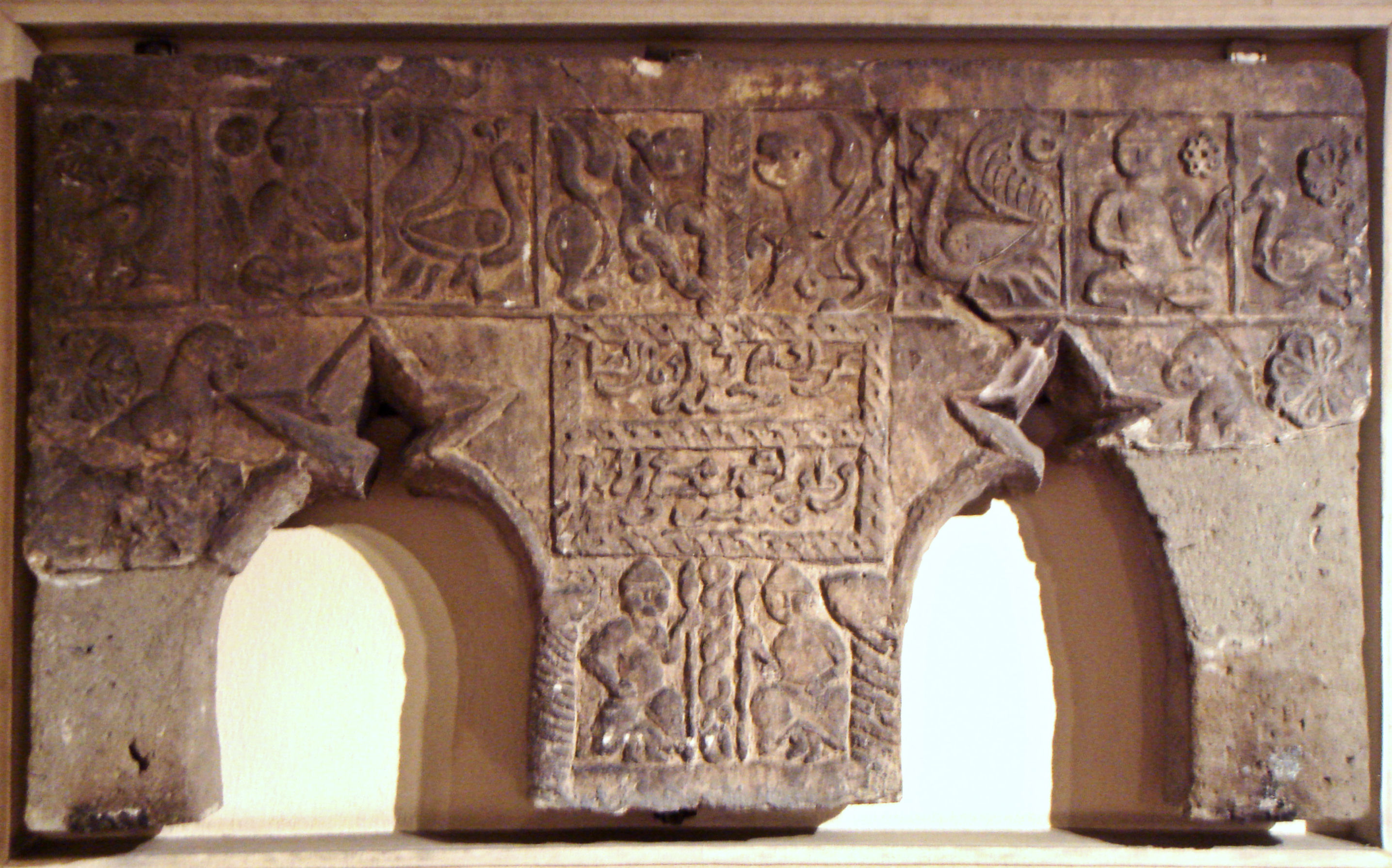
Für die Ortoqiden typische Architekturelemente

Die islamische Dynastie der Ortoqiden oder Artukiden (auch Artuqiden) war ein oghusisches Herrscherhaus, das in drei Linien geteilt von ca. 1101 bis 1409 über die ostanatolische Region Diyarbakır mit ihren urbanen Zentren Mardin, Silvan (Diyarbakır), Hasankeyf und Chartpert (Harput) gebot.

## Geschichte

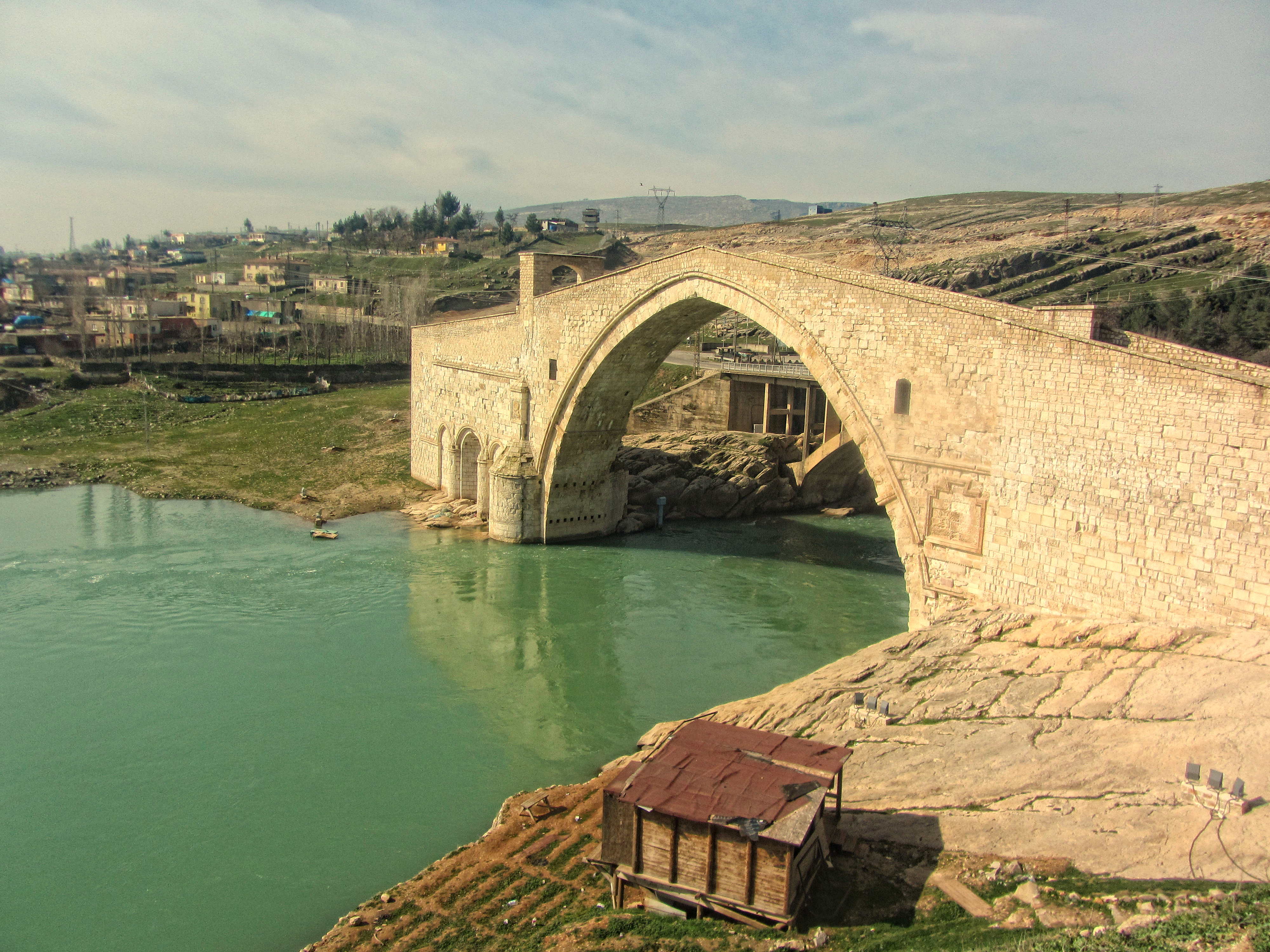
Malabadi-Brücke, welche von dem Ortoqiden-Herrscher Timurtasch in Auftrag gegeben wurde

Die Dynastie wurde von Artuq ibn Ekseb (oder Eksek) gegründet, einem General, der dem großseldschukischen Sultan Malik Schah I. und später dem seldschukischen Herrscher von Syrien, Tutusch I., unterstand und 1086 zum Statthalter von Palästina ernannt wurde. Artuq starb 1091 in Jerusalem, seine Söhne Sökmen (I.) und Il-Ghazi (I.) vertrieb der Fatimiden-Wesir al-Afdal Schahanschah 1098, bevor er selbst die Stadt 1099 an die Kreuzfahrer verlor.
Sökmen und Il-Ghazi richteten ihre Herrschaft infolgedessen in der Dschazira, genauer in Mardin und Hisn Kaifa in Diyar Bakr auf, wo sie in Konflikt mit den Seldschuken kamen. Sökmen schlug die Kreuzfahrer 1104 in der Schlacht von Harran. Il-Ghazi folgte ihm in Mardin, eroberte Maiyafariqin und dehnte seine Herrschaft 1118 auf Aufforderung des Qadis Ibn al-Chaschschab auf Aleppo aus. 1119 schlug er die Kreuzfahrer in der Schlacht auf dem Ager Sanguinis.
Il-Ghazi starb 1122. Sein Nachfolger in Aleppo wurde nominell sein Neffe Balak ibn Bahram, tatsächlich aber wurde die Stadt von Ibn al-Chaschschab regiert. Dieser wurde 1125 ermordet, woraufhin Aleppo unter die Kontrolle der Zengiden von Mosul geriet.
Nach Balaks Tod teilten sich die Ortoqiden auf Hisn Kaifa und Mardin auf. Sökmens Sohn Dawud, der Herr von Hisn Kaifa und Chartpert, starb 1144. Ihm folgte sein Sohn Qara-Arslan, der sich mit Joscelin II. von Edessa gegen die Zengiden verbündete. Zengi eroberte während Joscelins Abwesenheit Edessa, Hisn Kaifa brachte er danach unter seine Oberherrschaft.
Qara-Arslans Sohn Nur ad-Din Muhammad verbündete sich mit dem Ayyubiden Saladin gegen das Sultanat der Rum-Seldschuken und dessen Herrscher Qilitsch-Arslan II., dessen Tochter mit Nur ad-Din Muhammad verheiratet wurde. Durch einen Friedensvertrag mit Qilitsch-Arslan erlangte Saladin schließlich die Kontrolle über das ortoqidische Gebiet, obwohl die Ortoqiden weiterhin Vasallen Mosuls waren, das Saladin noch nicht beherrschte – mit deren Hilfe er es dann aber in seine Hand brachte.
Nominell beherrschten die Ortoqiden weiterhin die Dschazira, ihre Macht schwand allerdings unter der ayyubidischen Herrschaft zusehends. Die Dynastie bestand in Hisn Kaifa und Amid von 1102 bis 1232, in Mardin von ca. 1101 bis 1409, als die Stadt an die Qara-Qoyunlu fiel. Die dritte, untergeordnete Linie von Chartpert regierte von 1185 bis 1234.

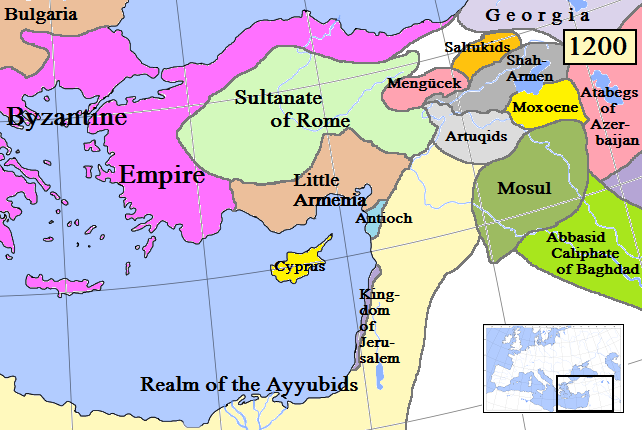
Anatolien ca. 1200

## Herrscherliste

### Die Herrscher in Hisn Kaifa und Amid (1102–1232)
- Zahir ad-Daula Artuq ibn Ekseb/Eksek
- Muin ad-Din Sökmen I. ibn Artuq
- Ibrahim ibn Sökmen
- Rukn ad-Daula Dawud ibn Sökmen
- Fachr ad-Din Qara-Arslan ibn Dawud
- Nur ad-Din Muhammad ibn Qara-Arslan
- al-Malik al-Masud Qutb ad-Din Sökmen II. ibn Muhammad
- al-Malik as-Salih Nasir ad-Din Mahmud ibn Muhammad
- al-Malik al-Masud Rukn ad-Din Maudud ibn Mahmud

### Die Herrscher in Chartpert (1185–1234)
- Imad ad-Din Abu Bakr ibn Qara-Arslan
- Nizam ad-Din Ibrahim ibn Abi Bakr
- Izz ad-Din Ahmad Chidr ibn Ibrahim
- Nur ad-Din Artuq-Schah ibn Ahmad

### Die Herrscher in Mardin und Maiyafariqin (ca. 1101–1409)
- Yaquti ibn Alp-Yaruq ibn Artuq
- Ali ibn Alp-Yaruq
- Muin ad-Din Sökmen I. ibn Artuq
- Nadschm ad-Din Il-Ghazi I. ibn Artuq
- Schams ad-Daula Sulaiman ibn Il-Ghazi
- al-Malik as-Said Husam ad-Din Temür-Tasch ibn Il-Ghazi
- Nadschm ad-Din Alpi I. ibn Temür-Tasch
- Qutb ad-Din Il-Ghazi II. ibn Alpi
- Husam ad-Din Yülük-Arslan ibn Il-Ghazi
- al-Malik al-Mansur Nasir ad-Din Artuq Arslan ibn Il-Ghazi
- al-Malik az-Zahir/as-Said Nadschm ad-Din Ghazi I. ibn Yülük-Arslan
- al-Malik al-Muzaffar Fachr ad-Din Qara-Arslan ibn Ghazi
- al-Malik as-Said Schams ad-Din Dawud I. ibn Qara-Arslan
- al-Malik al-Mansur Nadschm ad-Din Ghazi II. ibn Qara-Arslan
- al-Malik al-Adil Imad ad-Din Ali Alpi ibn Ghazi
- al-Malik as-Salih Schams ad-Din Mahmud ibn Ghazi
- al-Malik al-Mansur Husam ad-Din Ahmad ibn Mahmud
- al-Malik al-Muzaffar Fachr ad-Din Dawud II. ibn Mahmud
- al-Malik az-Zahir Madschd ad-Din Isa ibn Dawud
- al-Malik as-Salih Schihab ad-Din Ahmad ibn Isa

## Münzen
Die Münzprägung der Artuqiden zeichnet sich vor allem durch große, in der Regel bildhafte Bronze-„Dirhams“ aus, wobei unter einem Herrscher meist mehr als ein Typ geschlagen wurde. Die vielfältigen und kunsthistorisch interessanten Motive gehen unter anderem auf christliche und antike (römische oder seleukidische) Vorbilder zurück, können astrologische Bedeutung haben oder auch Herrscherporträts sein.

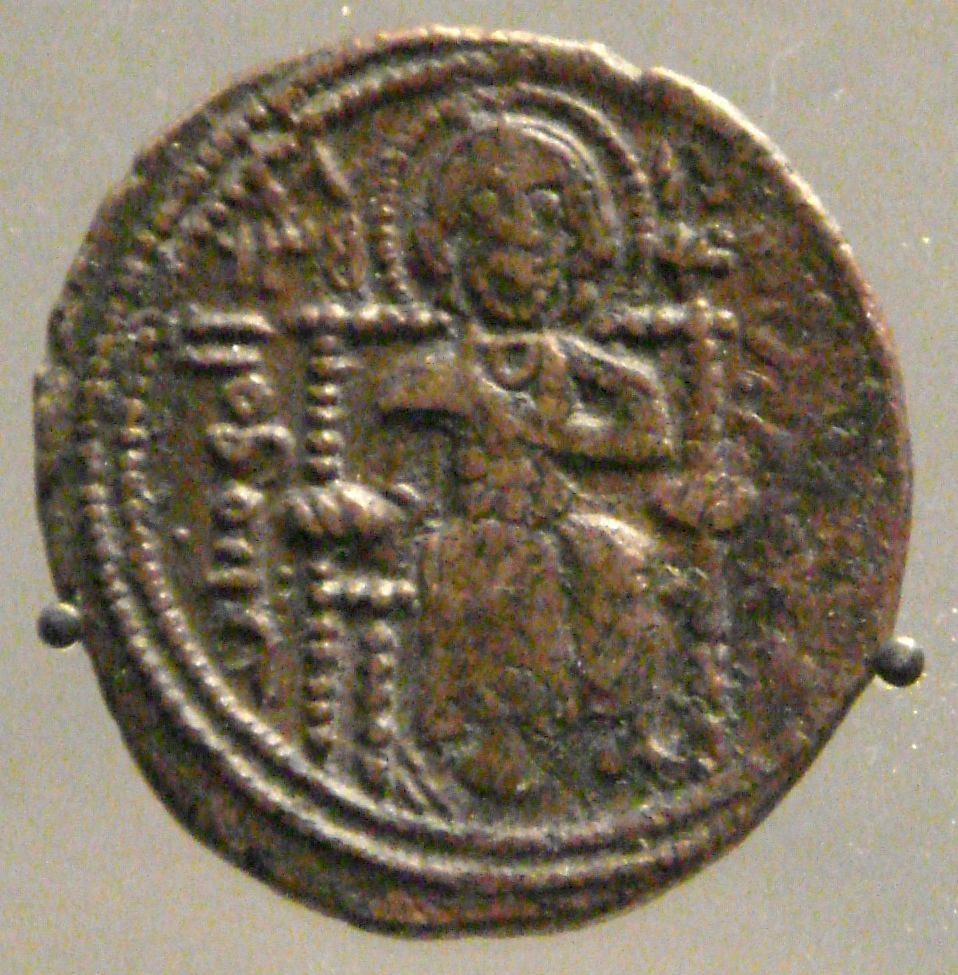
Münze von Fachr ad-Din Qara-Arslan
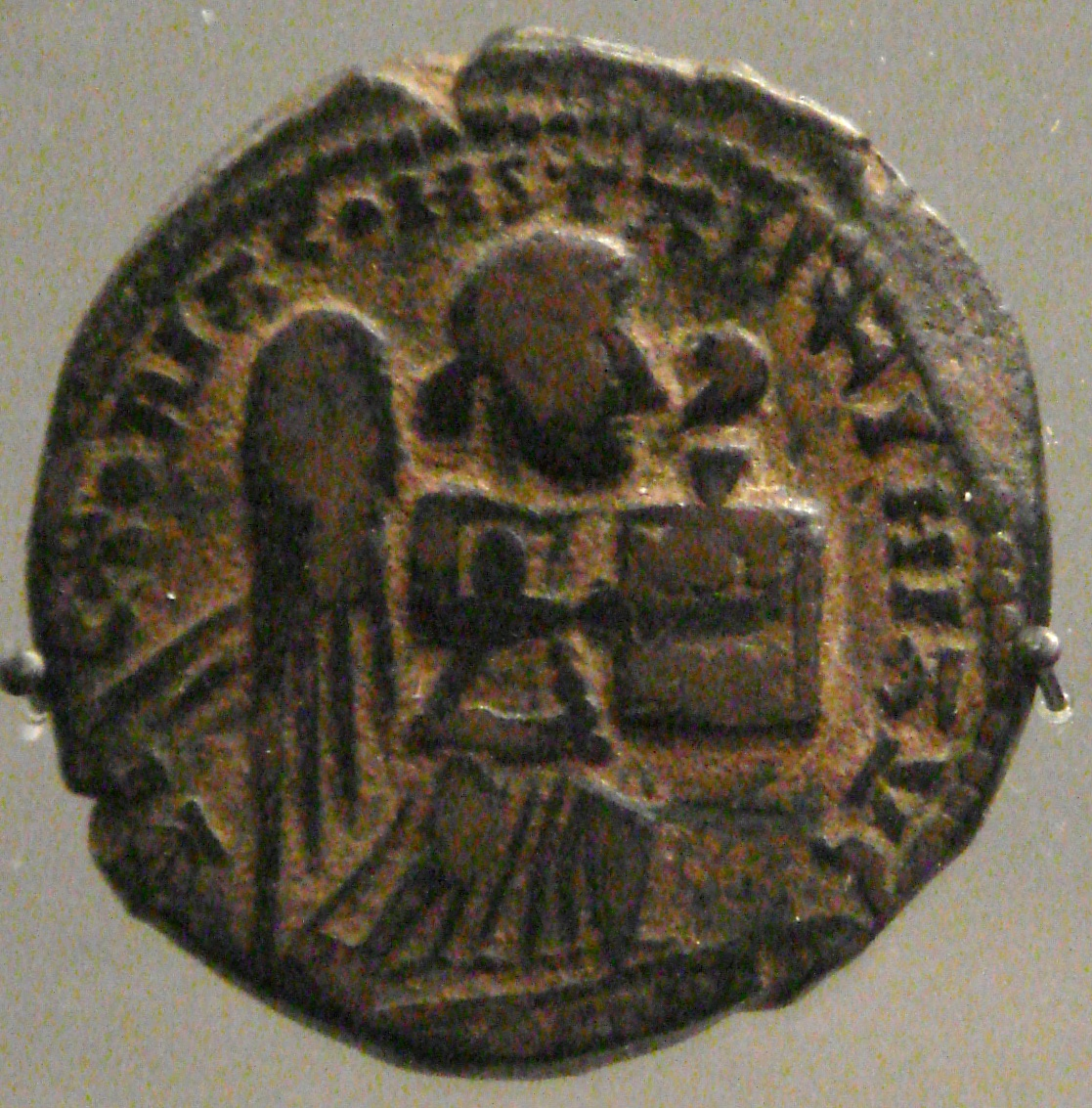
Münze von Fachr ad-Din Qara-Arslan
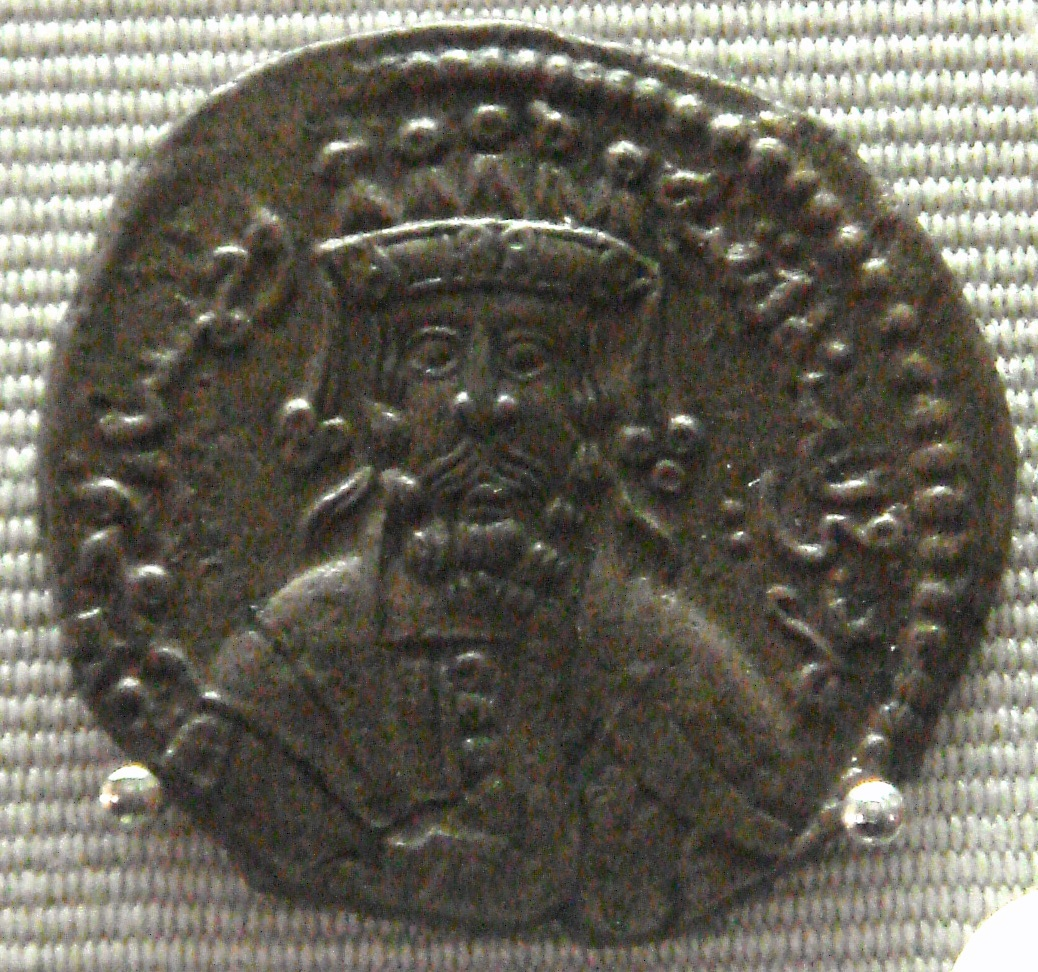
Münze von Fachr ad-Din Qara-Arslan
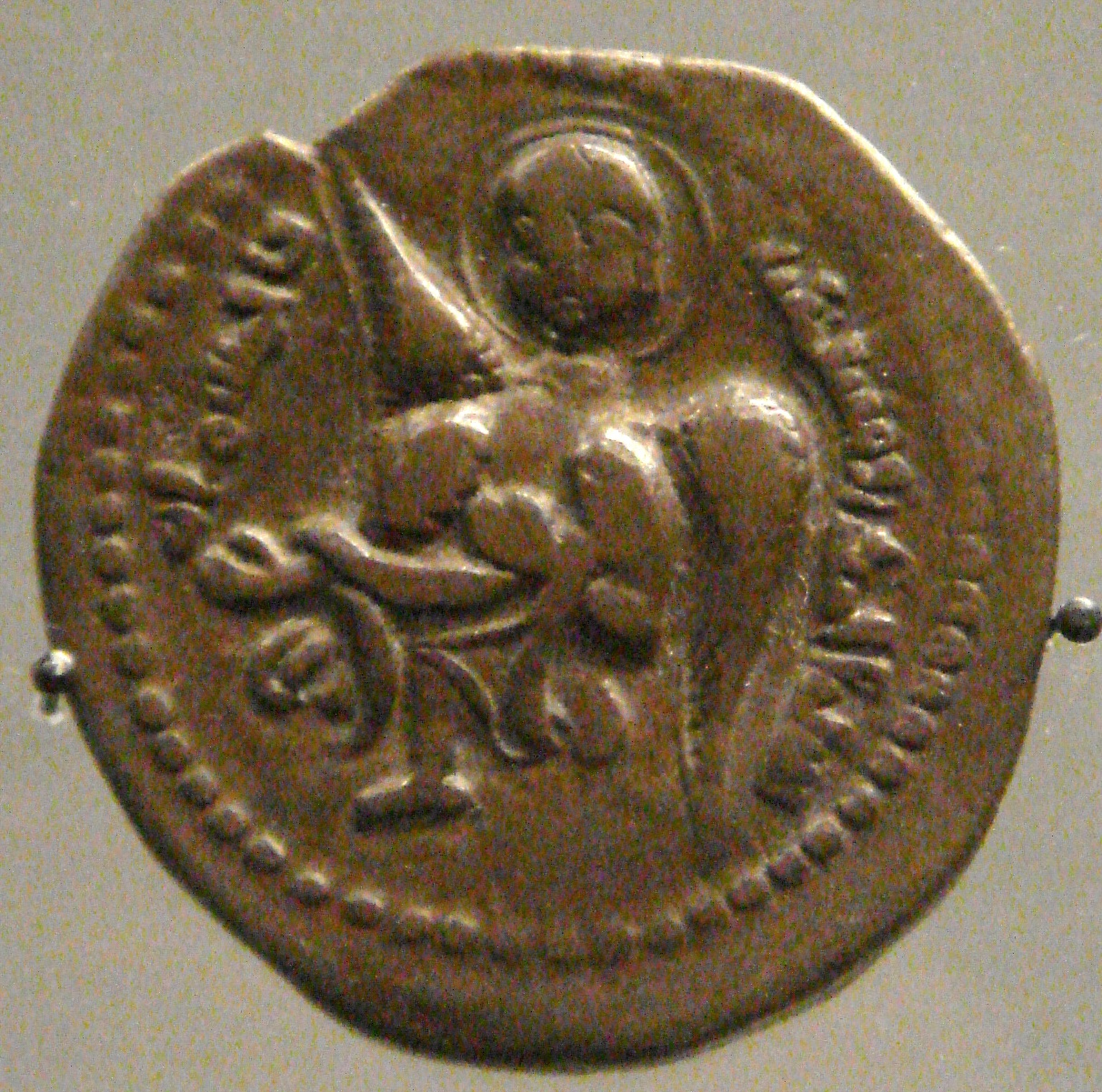
Münze von Nur ad-Din Muhammad

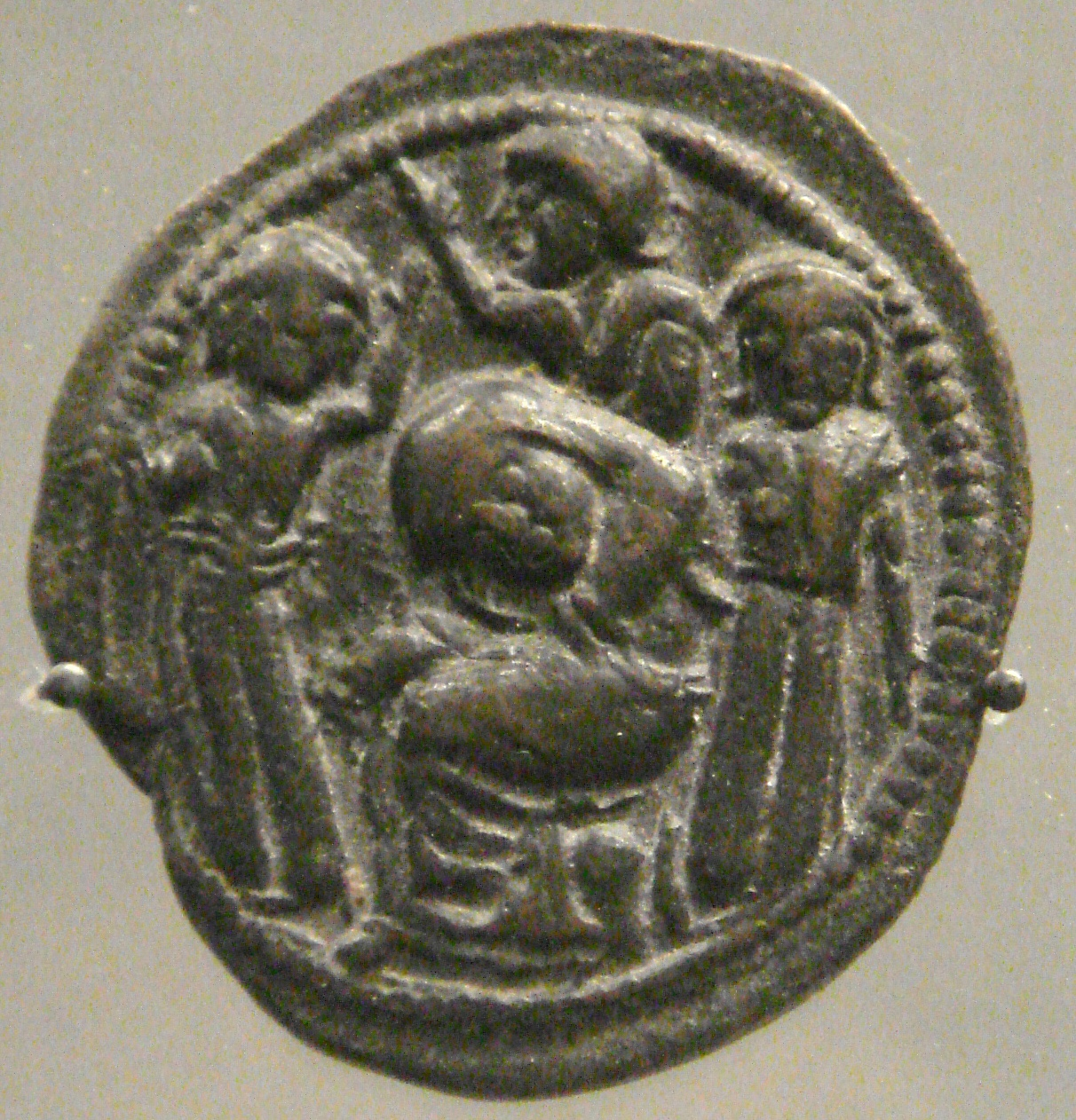
Münze von Husam ad-Din Yülük-Arslan
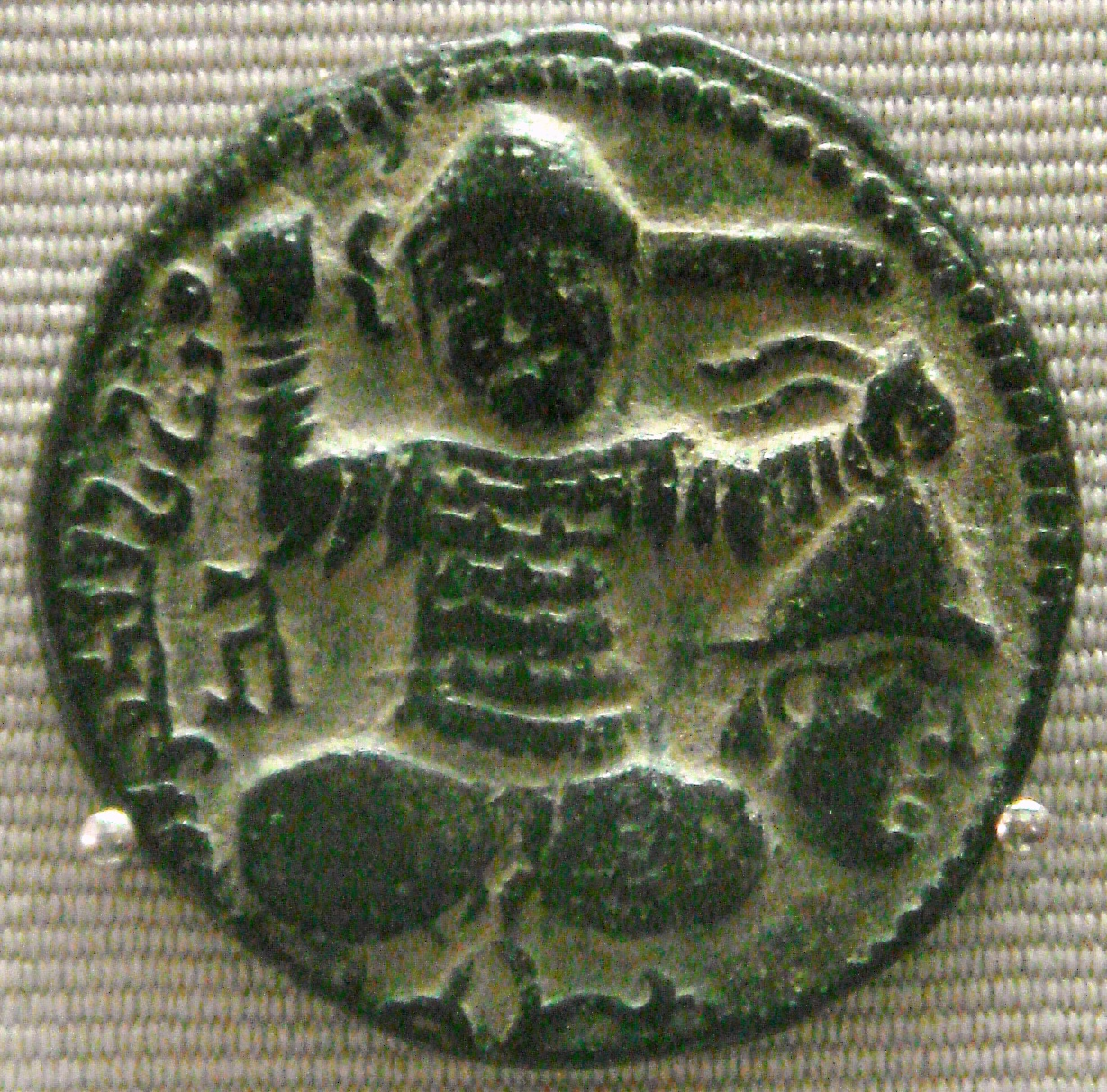
Münze von Husam ad-Din Yülük-Arslan
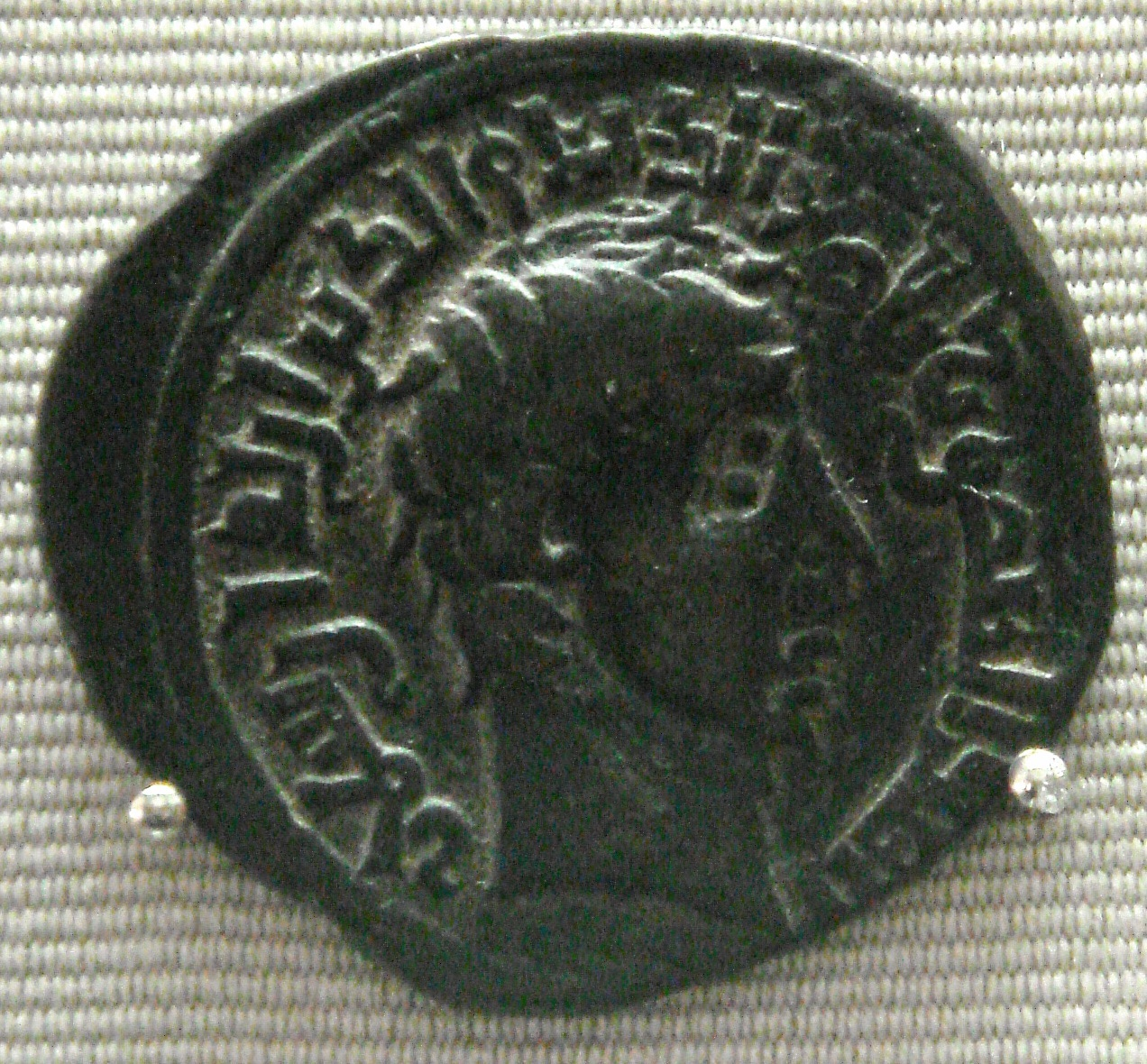
Münze von Nasir ad-Din Artuq-Arslan